# FIDO2
FIDO2 là thuật ngữ bao quát cho bộ thông số kỹ thuật ra mắt năm 2019 của FIDO Alliance, cho phép người dùng tận dụng các thiết bị điện tử dễ dàng xác thực với các dịch vụ trực tuyến trên cả thiết bị di động và máy tính để bàn. Nó bao gồm bộ thông số kỹ thuật (technical standard specification) xác thực web (WebAuthn) của World Wide Web Consortium và Giao thức khách hàng-để-xác thực CTAP của FIDO, đặc biệt là tiêu chuẩn phổ quát thứ hai U2F.